# Merry Mary
Merry Mary è un cortometraggio muto del 1916. Il nome del regista non viene riportato nei credit del film.

## Produzione
Il film fu uno degli ultimi che uscirono dagli studios della Biograph Company: la compagnia chiuse l'attività produttiva nel 1916.

## Distribuzione
Distribuito dalla General Film Company, il film - un cortometraggio in due bobine - uscì nelle sale cinematografiche statunitensi il 9 maggio 1916.
Non si conoscono copie ancora esistenti della pellicola che viene considerata presumibilmente perduta.